# دائرة سي المحجوب
دائرة سي المحجوب  إحدى دوائر ولاية المدية الجزائرية . عاصمتها هي سي المحجوب وتضم بلديات :
- سي المحجوب
- بوعيشون
- أولاد بوعشرة